# Corgatha pusilla
Corgatha pusilla är en fjärilsart som beskrevs av Swinhoe 1903. Corgatha pusilla ingår i släktet Corgatha och familjen nattflyn. Inga underarter finns listade i Catalogue of Life.